# Steel pan
Lo steel pan, detto anche steel drum (letteralmente "tamburo d'acciaio"), è uno strumento a percussione.
Originario di Trinidad, lo strumento è ottenuto da vecchi bidoni metallici opportunamente modificati con cavità di varie dimensioni. Suonato con robuste bacchette, produce suoni diversi a seconda della cavità percossa.